# Manuel Basilio Bustamante
Manuel Basilio Bustamante Piris (San Carlos, 20 giugno 1785 – Montevideo, 11 novembre 1863) è stato un politico uruguaiano.
È stato Presidente dell'Uruguay dal 10 settembre 1855 al 15 febbraio 1856.